# مركزية ذكورية
المركزية الذكورية ((بالإنجليزية: Androcentrism)‏، من اليونانية -andro بمعنى ذَكر) هي ممارسة أو إدراك أو الأخذ بوجهة النظر الذكورية كأساس مركزي لرؤية الإنسان للعالم والثقافة والتاريخ وفي الجهة المقابلة هناك مصطلح المركزية الأنثوية Gynocentrism.

## في التعليم والتأليف
لمصطلح المركزية الذكورية العديد من الخلفيات. فمثلاً في العالم الغربي في السابق كان من الشائع أن يحظى الذكور بمستوى تعليم أعلى من أقرانهم من الإناث، وهو ما نتج عنه كون العديد من المواد التعليمية تعكس وجهة النظر الذكورية بشكل مركزي. كما أن معظم المواد المطبوعة اليوم من كتب ومقالات ونحوها يكتبها مؤلفون رجال.

## في السينما والتلفزيون والفن
بالانتقال إلى السينما والتلفزيون فإن معظم الأفلام والمسلسلات ألّفها وأخرجها رجال، ولذلك يزعم البعض أن معظم تلك الأفلام وشخصياتها قد تم ابتكارها من وجهة نظر ذكورية. وهذا لا يقتصر على إنتاج تلك الأفلام فحسب بل يمتد إلى مراجعتها وتقييمها أيضاً، الأمر الذي قد يعني أنه حتى الأفلام القليلة التي تقدم من وجهة نظر أنثوية قد تتعرض لتقييم متدني من قبل النقاد كونهم ذكوراً في معظمهم.
كما أن أثر المركزية الذكورية يظهر في الكثير من الأعمال الفنية التي يهيمن الرجال على إنتاج معظمها، وهو ما قد يفسر مثلاً وجود الكثير من اللوحات الفنية التي تظهر جسد المرأة، وفي المقابل فإن معظم المعارض الفنية لا تحتوي سوى على عدد محدود من اللوحات التي رسمتها فنانات نساء.

## في اللغة والإشارات
وهناك من يرى أن المركزية الذكورية تمتد حتى استخدام عبارات لغوية تعميمية للتخاطب من قبيل «أيها الطلاب»، «هؤلاء العاملون»، «السادة الحضور»، «أجب عن الأسئلة التالية»..الخ لمخاطبة الذكور والإناث معاً من منطلق أن الذكور هم الأصل، وذلك بدلاً من عبارات من قبيل «أيها الطلاب والطالبات»..الخ.

إشارات المرور تستخدم شكل الرجل للتعبير عن الإنسان بشكل عام

يستخدم رسم يدل على امرأة فقط عندما يكون المقصود هو المرأة حصراً، كما هو حال إشارات دورات المياه العامةوبشكل

 مشابه، فإن كل الإشارات تقريباً التي تدل على الإنسان تستخدم رسم رجل (كما هو حال الإشارات المرورية) بحيث يبدو وكأن الذكور هم الأصل وأن الإناث هم الاستثناء. ولا يتم استخدام صورة تدل على المرأة في الإشارات إلاّ إذا كان المقصود هو الإناث حصراً (كما هو الحال في إشارات النساء على أبواب الحمامات النسائية).

## في السياسة
في حقل السياسة يسيطر الرجال على مختلف مؤسسات الحكم في الغالب. وفي 31 يناير 2011 كان 19% فقط من مقاعد برلمانات العالم للنساء، مع كون تلك النسبة أعلى بشكل ملحوظ في الدول الإسكندنافية عن باقي العالم. وقد كانت رواندا عام 2008 هي أول دولة في العالم تحظى بمجلس نواب غالبيته من النساء (56% من المقاعد).

## في الرياضة
في مجال الرياضة فإن معظم البرامج الرياضية موجهة لخدمة أذواق الرجال، كما أن معظم الإعلانات التجارية خلالها موجهة نحوهم.